# Bodo Homberg
Bodo Homberg (Pseudonym: Christian Collin; * 4. März 1926 in Rostock; † 2018) war ein deutscher Schriftsteller.

## Leben
Bodo Homberg wuchs in Rostock als Sohn eines Handlungsreisenden auf. Er besuchte die Volksschule, Mittelschule und das Realgymnasium. Schon früh war er musikalisch interessiert, es folgten autodidaktische Anfänge und erste Kompositionen für Klavier und Orchestermusik. Nebenher nahm er Unterricht bei einem Kapellmeister am Rostocker Stadttheater. 1943–44 war er Luftwaffenhelfer in Rostock. 1944 wurde er zum Reichsarbeitsdienst verpflichtet, später zur Luftwaffe in Oschatz einberufen. Nach der Luftkriegsschule Klotzsche folgte im Februar 1945 der Einsatz an der Oderfront in Angermünde, wo er in sowjetische Kriegsgefangenschaft geriet. Auch im Gefangenenlager beschäftigte er sich mit Musik, betätigte sich als Texter und Chorleiter. 
Nach seiner Entlassung im April 1948 studierte er Germanistik, Musik- und Kunstwissenschaften an der Universität Rostock sowie in Westberlin. Nebenher arbeitete er als Journalist. In dieser Zeit trat er in die Hochschulgruppe der LDPD ein und nahm aktiv an den Meinungs- und Machtkämpfen der Universität teil. Im Februar 1950 floh er vor einer Verhaftung nach West-Berlin. Er gab den Plan auf, Musik zum Beruf zu wählen und begann schriftstellerisch zu arbeiten. Gleichzeitig nahm er an einem einjährigen Kursus zur Erlangung des Abiturs teil, das er wegen der Kriegsereignisse in Rostock nicht mehr ablegen konnte. Ab 1951 setzte er seine Studien fort, wurde Mitglied des Theaterwissenschaftlichen Instituts der Freien Universität Berlin. Es folgten journalistische Betätigungen, Homberg schrieb Film- und Theaterkritiken, er war freier Mitarbeiter am SFB, als Lektor und auch für Schulfunk und Hörspiel tätig und arbeitete für das Fernsehen der DDR. Vom Wintersemester 1958 bis zum Sommersemester 1967 war er Privatdozent an der Staatlichen Ingenieur-Schule „Beuth“ in Berlin für deutsche Sprache und Literatur.
1955 erhielt Homberg ein Reisestipendium der Bundesregierung, das ihm einen Aufenthalt in der Schweiz, in Spanien und Frankreich ermöglichte. 1954 wurde er Mitglied im „Schutzverband deutscher Bühnenschriftsteller und Komponisten“. 1967 zog er nach Ostberlin. Hier heiratete er seine langjährige Lebensgefährtin Aenne Keller, die als Dramaturgin am Deutschen Fernsehfunk in Berlin-Adlershof arbeitete.

## Werke
Die Romane erschienen, sofern nicht anders angegeben, im Union Verlag Berlin (Ost).
Die Beiträge in „Zettels Archiv“ entstammen zu großen Teilen der Schublade des Verfassers, da ihr Erscheinen in der DDR nicht möglich war. 
Ebenso: „Mein flüchtiger Bekannter. Erst 1990 in Walthari“ Münchweiler/Rod.

### Prosawerke
- „Zeit zum Umsehen“ Vier Erzählungen. (1976) 3 Auflagen. (Daraus: „Paraphrasen über Ekkes“ auch in Polen erschienen (Warschau 1988))
- „Versteckspiel“ Roman (1978) 2 Auflagen
- „Ein Traum von Welt“ Erzählung (1982) In: „Das erste Haus am Platz“ Anthologie Eulenspiegel Verlag Berlin (1982)
- „Nachreden über einen King“ Roman (1983)
- „Bobs Begräbnis“ Roman (1986)
- „Die Stunde des Maulwurfs“ Roman (1989)
- „Mein flüchtiger Bekannter“ Erzählung (1969) Erstveröffentlichung in „Walthari“, Zeitschrift für Literatur Siebter Jahrgang 1990 Heft 13.
- „Deutschland … teils – teils“ Ein Radioessay (1997) Lesung des Verf. im Deutschlandfunk Köln am 3. Okt. 1996
- „Junge mit Wägelchen“ Erzählung. (2004) (Erschienen als Pasticcio Nr. 6 „Zettels Archiv“ Langenhagen 1998)
- „Moments memorables“ Drei Erzählungen und ein Essay: „Nachbetrachtungen in modo requiescat in pace“ (2002) (Erschienen als Pasticcio Nr, 18 in „Zettels Archiv“ Langenhagen 2002)
- „Totes Rennen“ Erzählung (2004) (Erschienen als Pasticcio Nr, 18 in „Zettels Archiv“ Langenhagen 2004)
- „Scheintot“ Erzählung (2004) (Erschienen als Pasticcio Nr. 24 in „Zettels Archiv“ Langenhagen 2004)
- „Das Mündel“ Erzählung (2007) (Erschienen als Pasticcio Nr. 36 in „Zettels Archiv“ Langenhagen 2007)
- „Steine brechen“ Roman (2005) (bisher unveröffentlicht)

### Fernsehstücke
Alle Fernsehstücke und Filme wurden unter dem Pseudonym Christian Collin veröffentlicht:
- „Öl für Frisco“ Fernsehspiel (1958)
- „Die Geier der Helen Turner“ Fernsehspiel.(1959) Als Bühnenstück in diversen Theatern der DDR
- „Korruption im Justizpalast“ Hörspiel nach Ugo Betti 1959 SFB
- „Er geht über die Felder“ Hörspiel (Übersetzung und Bearbeitung nach Moshe Shamir, Israel) Sendung am SFB (1960)
- „Raststätte“ Fernsehstück (1960)
- „Dunkle Träume“ Fernsehstück (1961)
- „Golf bei Sniders“ Fernsehstück (1964) (Auch als Hörspiel im Radio Finnland. Erschienen als Beilage in „Theater der Zeit“ Heft 4/1965)
- „Mañaña, Mañaña“ Fernsehstück, auch Bühnenstück (Musik von Rudolf Wagner-Régeny) (1965) Erschienen in „Sinn und Form“: Siebzehntes Jahr 1965 Drittes und Viertes Heft
- „Plautus im Nonnenkloster“ (nach C.F.Meyer), Versifizierte Bearbeitung für das Fernsehen, Musik von Tilo Müller Medek (1970), erschienen unter: Christian Collin: „Hochzeit einer Nonne“ Komödie. Frei nach C.F.Meyer im Henschelverlag Berlin Ost
- „Attentäter“ Fernsehstück (1973)
- Filmadaptionen nach Theodor Fontane:
  - „Effi Briest“ (1970) DEFA
  - „Schach von Wuthenow“ (1974) DEFA

### Bühnenstücke
- „Ewige Heimkehr“ („Odysseus 52“) Öffentliche Urlesung in „Neue Lesebühne“ Hagen in Westfalen (1952)
- „Die Karriere des Dr. Ritter“ Bühnenstück. Uraufführung an der „Tribüne“ Berlin West. (1954)
- „Spartakus“ Hörspiel (1955)
- „Die Heimkehr des verlorenen Vaters“ Bühnenstück (1957)

### Herausgaben
- „Tabakiana“ Lob-, Schimpf- und nachdenkliche Gedichte für alle Freunde und Gegner des blauen Rauchs ausgewählt von Bodo Homberg mit Holzstichen von Heiner Vogel, Koehler und Amelang Leipzig (1972) 4 Auflagen
- „Rundgesang und Gerstensaft“ Gereimtes und Ungereimtes über das Bier. Zusammengetragen und mit einem Nachwort versehen von Bodo Homberg. Zeichnungen von Martha-Luise Gubig. Union Verlag Berlin (1988)

## Auszeichnungen
- Förderpreis zum Gerhart-Hauptmann-Preis der Freien Volksbühne Berlin West 1954
- Reisestipendium der Bundesregierung 1955